# Charles Cornwallis
Pour les articles homonymes, voir Cornwallis.
Charles Cornwallis, 1er marquis Cornwallis, né le 31 décembre 1738 à Londres (à Grosvenor Square) et décédé le 5 octobre 1805 à Gauspur près de Ghazipur dans le Nord de l'Inde, est un général britannique connu comme commandant des troupes britanniques lors du siège de Yorktown pendant la guerre d'indépendance des États-Unis. Par la suite, il fut gouverneur général de l'Inde (1786 – 1793) et lord lieutenant d'Irlande (1798 – 1801) avant d'être le principal négociateur britannique du traité d'Amiens (1802).

## Biographie

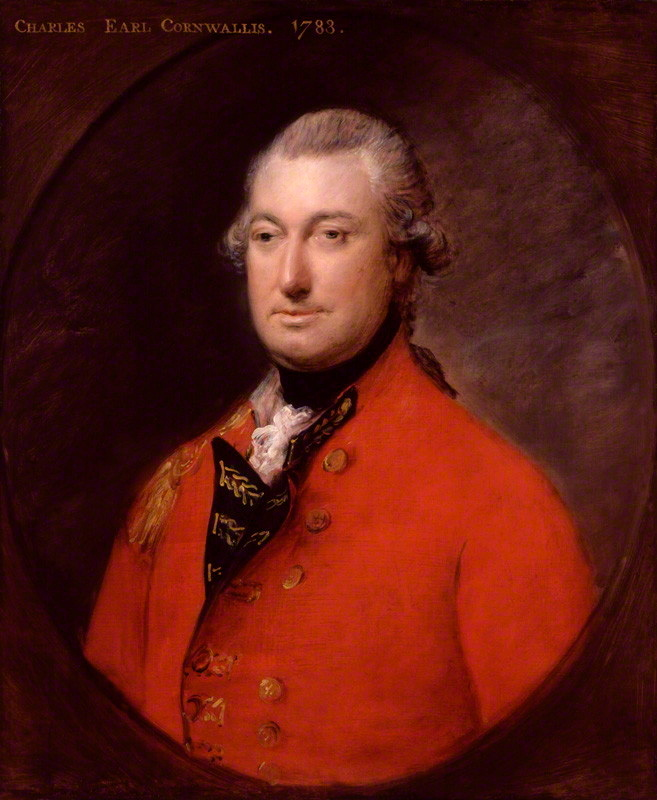
Portrait de Charles Cornwallis, huile sur toile de Thomas Gainsborough, 1783, National Portrait Gallery, Londres.

Fils aîné de Charles Cornwallis (1er comte Cornwallis), il fit ses études à Eton et Cambridge. Il obtint un brevet d'officier (enseigne) en 1757 avant d'obtenir la permission de poursuivre ses études militaires à Turin.
Rejoignant les troupes britanniques lors de la guerre de Sept Ans, il participa notamment aux batailles de Minden, de Villinghausen, de Wilhelmsthal et de Lutzelberg ainsi qu'au siège de Cassel.
Élu à la Chambre des communes en 1760, puis à la Chambre des lords en 1762, il fut — paradoxalement, au regard de son rôle futur lors de la guerre d'indépendance américaine — l'un des cinq à voter contre le droit de timbre (Stamp Act).
Il épousa en 1768 Jemima Tullekin Jones. Le couple eut deux enfants, un garçon, Charles Cornwallis (2e marquis Cornwallis) et une fille avant la mort de Jemima en 1779.

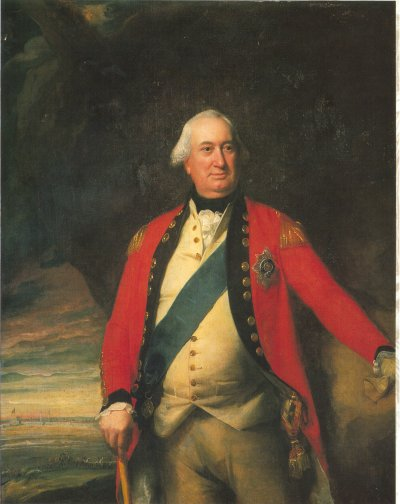
Portrait de Charles Cornwallis, huile sur toile de John Singleton Copley, 1805, Guildhall Art Gallery, Londres.

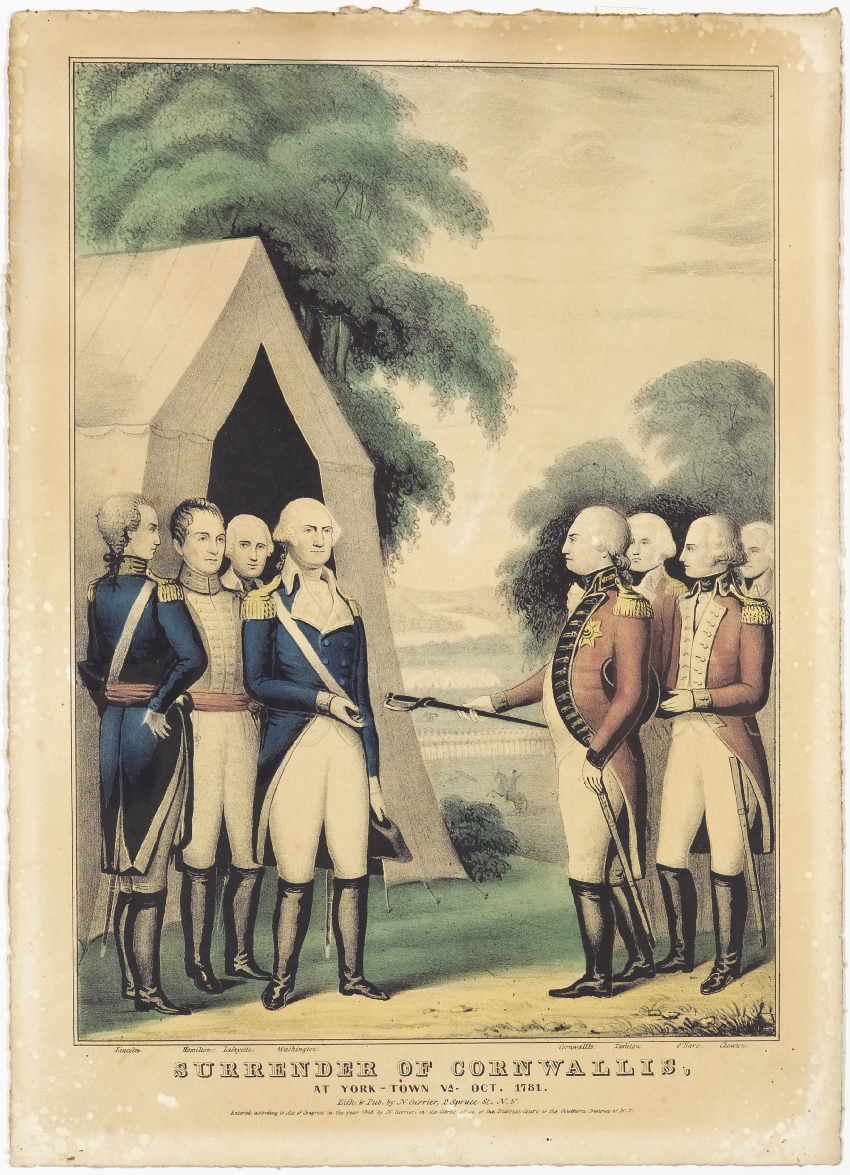
Capitulation de Cornwallis. À York-town en 1781, par Nathaniel Currier. D'Amour Museum of Fine Arts. Quoique Cornwallis soit représenté sur cette gravure, il refusa de se présenter, prétextant être malade.

Nommé major-général en 1775, puis lieutenant-général en 1777, il joua un rôle majeur lors de la guerre d'indépendance américaine en combattant les insurgés. Il remporta la bataille de Camden le 16 août 1780 sur les troupes du général Horatio Gates mais fut vaincu par les troupes de Washington et Rochambeau (appuyées par une flotte française commandée par l'amiral de Grasse) lors de la bataille de Yorktown (septembre – octobre 1781). C'est Charles O'Hara qui remet, en signe de reddition, l'épée du lieutenant-général Charles Cornwallis.
Cette bataille décida du sort de la guerre et de l'indépendance des États-Unis, entérinée lors du traité de Paris (1783).
Malgré sa défaite, il fut nommé commandant en chef en Inde et gouverneur général du Bengale et publia une série de réglementations connue sous le nom de Code Cornwallis. Il défit les troupes du sultan Tippu lors de la troisième des quatre guerres du Mysore.
Comme Lord lieutenant d'Irlande et commandant en chef, il repoussa une invasion française en août 1798 et joua par la suite un rôle important dans le vote de l'Acte d'Union (1800) qui rattacha l'Irlande à la Grande-Bretagne en donnant naissance au Royaume-Uni de Grande-Bretagne et d'Irlande avant de démissionner pour protester contre le refus du roi George III d'accorder des droits politiques aux catholiques irlandais.
Il conduisit en tant que ministre plénipotentiaire la représentation britannique lors des négociations qui aboutirent à la paix d'Amiens, conclue le 25 mars 1802.
Il retourna en Inde où il mourut peu après son arrivée à Gauspur près de Ghazipur, où on peut encore voir son mausolée, en 1805.
Ses lettres ont été publiées par Charles Ross, 3 volumes in-8, Londres, 1859.

## Grades occupés et dates de promotion
| Enseigne, British Army           | 1756 |
| Capitaine, British Army          | 1759 |
| Lieutenant-colonel, British Army | 1761 |
| Colonel, British Army            | 1766 |
| Major-General, British Army      | 1775 |
| Lieutenant-General, British Army | 1777 |
| General, British Army            | 1793 |

## Dans la fiction
- Dans le film The Patriot (2000), Charles Cornwallis est interprété par Tom Wilkinson.
- Le personnage de Charles Cornwallis apparaît dans l'épisode 10 de la saison 1 de la série TV Timeless (2016). Il est joué par Brad Dryborough.